# Katherine LaNasa
Katherine LaNasa (Nueva Orleans, 1 de diciembre de 1966) es una actriz estadounidense, que originalmente entrenó como bailarina de ballet. Es reconocida por su papel como Ada Stone en la serie Dynasty, de The CW.

## Biografía
LaNasa nació en Nueva Orleans, Luisiana, hija de Annie y el Dr. James J. LaNasa, Jr. un cirujano plástico. Se casó con Dennis Hopper desde el 17 de junio de 1989 hasta abril de 1992. Hopper y LaNasa tuvieron un hijo, Henry Lee Hopper (nacido en 1990).
El 19 de mayo de 1998, se casó con el actor cómico French Stewart. Se divorciaron en diciembre de 2009.
Ha aparecido en series de televisión como CSI: Crime Scene Investigation, ER, Justice, Two and a Half Men y Seinfeld. Interpretó un personaje recurrente como Yvonne Dunbar en Juding Amy y Kim McPherson en The Guardian. Interpretó el papel de Bess en Three Sisters, una serie que fue cancelada después de dos temporadas. Estuvo en Love Monkey, interpretando a Karen Freed.

## Filmografía
- The Pitt (2025) como la enfermera jefe de urgencias.
- Katy Keene (2020) como Gloria Grandbilt
- Truth Be Told (2019) como Noa Havilland
- Future Man (2019) como Athena / Dr. Hogeveen
- Dynasty (2018) como Ada Stone (Villana)
- Love is all you need? (2016) como Vicki Curtis.
- The Frozen Ground (2013) como Fran Hansen.
- Valentine's Day (2010) como Pamela Copeland.
- House como Melissa.
- Burn Notice como Shannon Park.
- Ghost Whisperer como Betty.
- 12 Miles of Bad Road como Juliet Shakespeare.
- The Lucky Ones (2008) como Janet.
- Boston Legal como Pat Ontario.
- Justice como Suzanne Fulcrum.
- Two and a Half Men como Lydia.
- Pepper Dennis como Nadia.
- Love Monkey como Karen Freed.
- Grey's Anatomy como Vera Kalpana.
- Judging Amy como la abogada Yvonne Dunbar.
- CSI: Miami como Carla Marshall.
- Alfie (2004) como Uta.
- The Deerings (2004) (TV) como Tricia.
- Miss Match como Amy.
- The Division
- CSI: Crime Scene Investigation como Ginger.
- Greetings from Tucson como Lucy.
- The Guardian como Kim McPherson.
- NYPD Blue como Michelle Colohan.
- ER como Janet Wilco.
- Three Sisters como Bess Bernstein-Flynn Keats.
- Murder at the Cannes Film Festival (2000) (TV) como Kaki Lamb.
- Pensacola: Wings of Gold como Joy Daly.
- Almost Perfect como Allison.
- The Disappearance of Kevin Johnson (1997) como Cathy.
- The Practice como Sheila.
- Take a Number (1997) como Victoria.
- Touched by an Angel como Fran.
- Sliders como Dr. Olivia Lujan.
- The Sentinel como Monique Brackley.
- Schizopolis (1996) como Diane.
- Twilight Man (1996) (TV) como Kathy Robbins.
- Shattered Mind (1996) (TV)
- Kiss & Tell (1996) como Georgia Montauk.
- 3rd Rock from the Sun como Kathryn Lanasa.
- The Crew como Ariel.
- Always Say Goodbye (1996) como mujer rubia.
- The Destiny of Marty Fine (1996) como Amy.
- The Big Easy como Zelda Riley.
- The Marshal como Penny.
- Nothing But the Truth (1995) (TV) (acreditada como Katherine Lanasa) como Susie Marsh.
- Seinfeld como Cathy
- Honey, I Shrunk the Audience (1994) como la reportera Kristie Smithers.
- Mortal Fear (1994) (TV) como Carol Donner.
- Under Suspicion
- Jack Reed: A Search for Justice (1994) (TV) como Tiffany.
- Flashfire (1993) como Monica Ambrose
- The Heart of Justice (1992) (TV) como Hannah.
- Brain Donors (1992) como bailarina #1
- Catchfire (1990) como Mesera.